# Natrijev silikat
Natrijev silikat (oblici Na2SiO3 i Na2SiO3·9H2O., vodeno staklo) služi za impregniranje drva i papira.
Reakcijom rastaljena kremena i natrijeva hidroksida nastaju silikati, soli silicijskih kiselina. Oni izgrađuju gotovo 90% Zemljine kore. Nastali natrijevi silikati su topljivi u vodi, a njihovu viskoznu otopinu nazivamo vodeno staklo. Silikoni su po sastavu silikatni polieteri.
Ako se vodenom staklu doda kloridna kiselina, dobiva se želatinozna smjesa različitih silicijevih kiselina koja se naziva gel silicijevih kiselina.
Sušenjem vodenog stakla (kontinuiranom dehidracijom) dobiva se suha tvar silikagel, koja služi kao sredstvo za sušenje i kao nosač različitih katalizatora.